# Edward S. Ellis

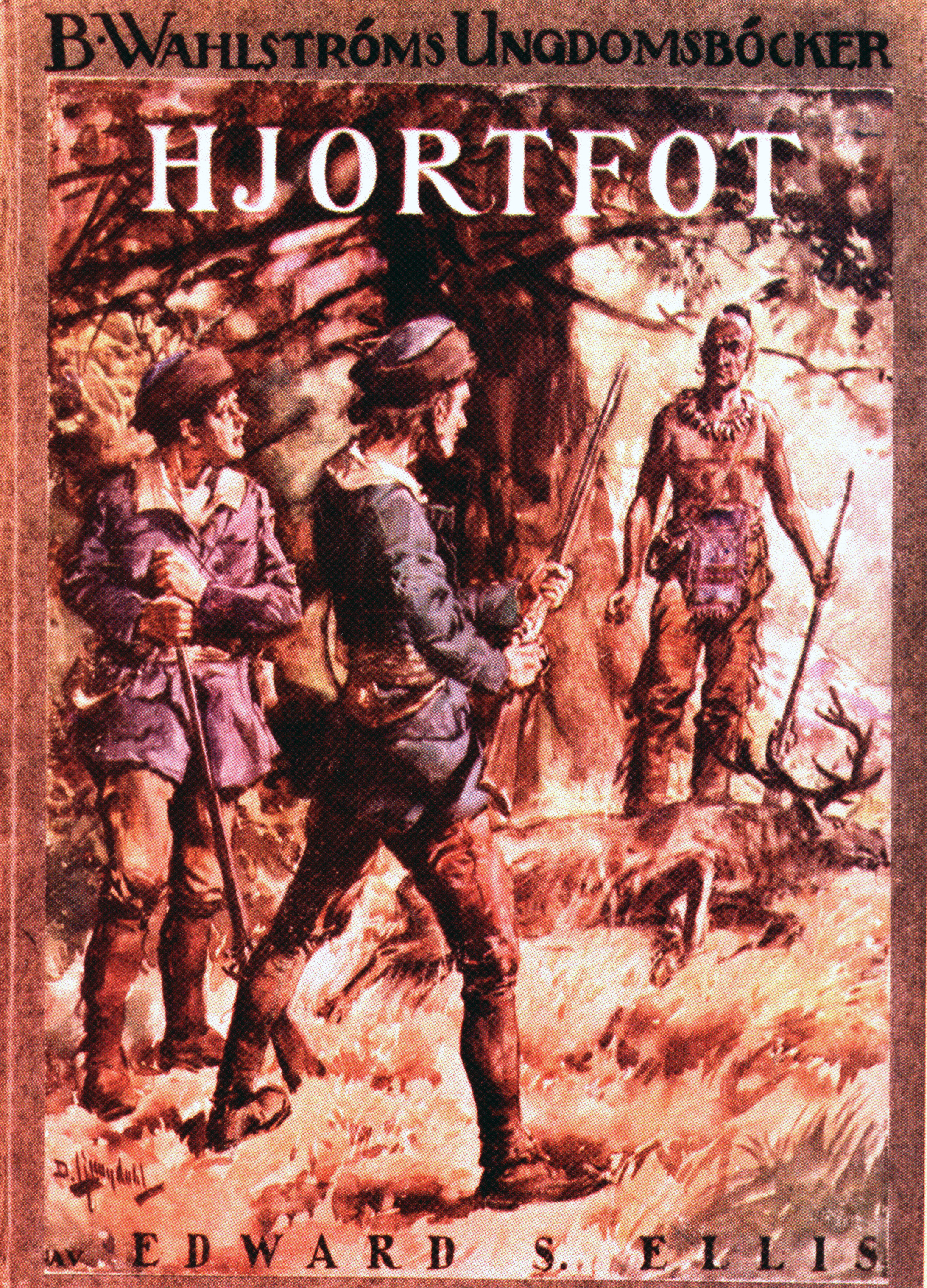
Hjortfot. Bokomslag av David Ljungdahl 1919

Edward Sylvester Ellis, född 11 april 1840 i Ohio, död 20 juni 1916 i Cliff Island, Maine, var en amerikansk författare.

## Biografi
Den unga författaren Edward S. Ellis var son till en berömd gevärsskytt och jägare, Sylvester Ellis, och hans fru, Mary Alberty Ellis. Edward föddes i Genève, Ashtabula County, Ohio. När han var sex år gammal flyttade hans far till New Jersey och där gick Edward i skolan. När Seth Jones skrevs var han lärare han i Red Bank, New Jersey. Han blev senare lärare vid State Normal School i Trenton, där han själv varit elev. Karriären fortsatte han i Raritan, New Jersey, sdan som vice rektor för en offentlig skola i Paterson, slutligen rektor för gymnasiet i Trenton, och Trentons skolföreståndare. Han satt i utbildningsstyrelsen och tilldelades 1887 graden Master of Arts från Princeton College.
Edvard Ellis var gift två gånger; först gifte han sig med Anna M. Deane den 25 december 1862. Med henne fick han en son, Wilmot Edward Ellis, som tog examen från West Point och därefter var verksam i den amerikanska armén. De hade också tre döttrar. Han skildes den 14 juni 1887 och gifte sedan om sig  den 20 november 1900 med Clara Spaulding Brown från Los Angeles. Hon hade varit anställd på Golden Days, där Ellis var biträdande redaktör 1878-1879. Hon var också författare till flera böcker. 
Ellis redigerade dagstidningen Public Opinion i Trenton, 1874-1875, och var senare redaktör för The Boys' Holiday, senare omdöpt till The Holiday 1890-1891. Ellis bodde några år på West Point, medan hans son var lärare i matematik där, och senare i Upper Montclair, New Jersey. Han dog under en semesterresa på Cliff Island, Casco Bay, Maine, den 20 juni 1916.

## Dime romaner
Sommaren 1860 sände Edward Ellis manuskriptet till en roman med titeln Seth Jones; eller, The Captives of the Frontier, till Irwin P. Beadle & Co.s kontor i New York, för publicering i Beadles serie av Dime-romaner. Den accepterades och författaren fick sjuttiofem dollar i arvode. Berättelsen fick stor reklam och den ökade försäljningen av Dime-romaner med stora siffror. Enligt förlagets meddelande såldes över 500 000 exemplar. Seth Jones var en typisk tidig roman publicerad dime-serien av Beadle och Adams. Det har påståtts att Seth Jones var en av Abraham Lincolns favorithistorier.

## Senare liv och publikationer
Ellis var en mycket produktiv författare, som främst producerade skönlitteratur. Förutom för Beadle, skrev han också romaner för Fireside Companion, Saturday Night, Family Story Paper, New York Weekly, Frank Leslies Boys' and Girls' Weekly, Golden Days, Golden Argosy, med flera. Hans romaner för ungdom hade en enorm försäljning, i samma storlek som William T. Adams och Horatio Alger. Efter att ha skrivit skönlitterär mest för yngre läsare under cirka trettio år, började Ellis under mitten av 1880-talet författa mer seriösa verk med biografier, historia och mer faktainriktat författarskap.
Han skrev en aritmetik och en fysiologi för skolan. Han skrev också ett femtiotal stora historieverk, innehållande över tiotusen sidor och med tusentals illustrationer. Några av hans fackböcker var: 
- Continental Primary Physiology (1885).
- Eclectic Primary History of the United States (1885).
- Youth's History of the United States", fyra volymer, 1 516 sidor och hundratals illustrationer (1887) ,
- School History of the United States" (1892),'
- Great Leaders and National Issues" (1896),
- History of Our Country" (1896),
- People's Standard History of the United States", sex volymer (1898).
- The Story of South Africa" (1899),
- Library of American History i nio volymer med 1 200 illustrationer.
- Young People's Imitation of Christ" (1905).
- A School History of New Jersey" (1910).
- A History of the German People" (i samarbete med Home och Keller), femton volymer och cirka 6 000 sidor (1916),
- Berättelsen om de största nationerna" (i samarbete med Home), tio volymer

## Pseudonymer
Förutom de 159 böcker som Ellis publicerade i sitt eget namn, publicerades hans verk under olika pseudonymer. En del var rena kopior av böcker publicerade under eget namn andra var egna böcker publicerade under pseudonym. Det är oklart hur många synonymer han använde så det oklart hur stort hela hans författarskap var.
- :James Fenimore Cooper Adams eller "Captain Bruin Adams" (68 titlar)
- "Boynton M. Belknap" (9 titlar)
- "J. G. Bethune" (1 titel)
- "Captain Latham C. Carleton" (2 titlar)
- "Frank Faulkner" (1 titel)
- "Capt. R. M. Hawthorne" (4 titlar)
- "Lieut. Ned Hunter" (5 titlar)
- "Lieut. R. H. Jayne" (minst 2 titlar i War Whoop-serien)[8
- "Charles E. Lasalle" (16 titlar)
- "H. R. Millbank" (3 titlar)
- "Billex Muller" (3 titlar) '
- "Lieut. J. H. Randolph" (8 titlar)
- "Emerson Rodman" (10 titlar)
- "Överste H. R. Gordon" (6 titlar)
- "E. A. St. Mox" (2 titlar) '
- "Seelin Robins" (19 titlar)